# Терентьевское (Кемеровская область)
Тере́нтьевское — село в Прокопьевском районе Кемеровской области. Административный центр Терентьевского сельского поселения.

## География
Село находится на правом берегу реки Ускат, в месте впадения в неё рек Верхняя Тыхта и Нижняя Тыхта, на расстоянии 20-25 км к востоку от города Киселёвск и 25-30 км к северо-востоку от города Прокопьевск, административного центра района. Абсолютная высота — 213 м над уровнем моря.

## Население
| 2010 |
| ---- |
| 2845 |

### Половой состав
По данным Всероссийской переписи населения 2010 года, в селе проживало 2845 человек (1314 мужчины, 1531 женщина).

## Улицы
| - ул. Береговая, - ул. Больничная, - пер. Больничный, - ул. Весенняя, - ул. Гагарина, - ул. Геологов, - ул. Есенина, - ул. Железнодорожная, - пер. Заводской, | - ул. Заречная, - ул. Каратажная, - пер. Каратажный, - ул. Курортная, - пер. Курортный, - ул. Луговая, - ул. Молодёжная, - ул. Мостовая, - ул. Новая, | - ул. Октябрьская, - ул. Полевая, - ул. Российская, - ул. Садовая, - ул. Совхозная, - пер. Совхозный, - ул. Стадионная, - ул. Станционная, - ул. Строителей, | - ул. Титова, - пер. Титова, - ул. Ускатская, - ул. Центральная, - пер. Центральный, - ул. Чернова, - ул. Школьная, - пер. Школьный, - ул. Энергетиков. |

## Экономика
В селе действует ООО СХП «Сибирский колос»

## Инфраструктура
В селе расположен военизированный горноспасательный взвод.